# Falconer (группа)
Falconer (с англ. — «сокольник») — шведская метал-группа, созданная гитаристом Стефаном Вайнерхаллем и барабанщиком Карстеном Ларссоном в городе Мьёлбю в лене Эстергётланд в Швеции. .

## История
Группа была создана в мае 1999 года экс-гитаристом Mithotyn Стефаном Вайнерхаллем (Stefan Weinerhall) и его бывшим коллегой, барабанщиком Карстеном Ларссоном (Karsten Larsson). Изначально Стефан планировал, что новый проект будет исключительно студийным, поэтому не стал привлекать других музыкантов, нужен был только вокалист. Стефан остановил свой выбор на актере Матиасе Бладе (Mathias Blad), обладающим сильным чистым голосом. В декабре демоверсия была готова, ею заинтересовались сразу несколько лейблов, и в Falconer предпочли «Metal Blade Records». В марте 2000 года трио приступило к записи дебютного альбома.
Записью первого альбома, называющегося «Falconer», руководил Энди Ля Рок (Andy LaRocque), ранее работавший со многими известными металлистами (например, с King Diamond). Альбом вышел в марте 2001 года, получил хорошие отзывы критиков и настолько успешно распродавался, что даже не возникло необходимости рекламировать альбом в турне. После небольшого отдыха группа приступила к записи второго альбома «Chapters From A Vale Forlorn», который появился в продаже в апреле 2002 года. Новый альбом также был написан под руководством Ля Рока, в той же студии «Los Angered Studio».
В июне Falconer впервые появляются на публике, участвуя в немецком фестивале «Bang Your Head». Специально для этого чуть ранее, в январе, в команду были взяты в качестве концертных музыкантов Андерс и Петер Юханссоны (Anders & Peter Johansson). В июле группа выступает на испанском фестивале «Rock Machina», а в августе — на легендарном «Wacken Open Air».
В конце 2002 года Блад понимает, что ему приходится выбирать между активно гастролирующими Falconer и работой в театре. Поразмыслив, Блад выбрал театр. На его место в группу был приглашен Кристофер Гёбель (Kristoffer Göbel) из группы Destiny. А Андерса и Петера принимают на постоянной основе. В таком составе Falconer записывают третий концептуальный альбом «Sceptre Of Deception», вышедший в ноябре. В процессе записи группа отправляется в европейское турне и участвует в шведских фестивалях «2000 Decibel Festival» и «Sweden Rock Festival».
В январе 2004 года Falconer выступают в Европе вместе с Doomsword и Axenstar. После концерта в шведском городе Мотала из группы уходят оба Йоханссона. Их место занимают басист Магнус Линардт (Magnus Linhardt), который также играл в сайд-проекте Ларссона Choir of Vengeance, и гитарист Йимми Хедлунд (Jimmy Hedlund). В обновленном составе группа записывает четвёртый альбом «Grime Vs. Grandeur», вышедший в мае 2005 года.
После турне, представляющего «Grime Vs. Grandeur», в группу вернулся Матиас Блад, и Falconer, вновь заполучившие блудного вокалиста, записывают пятый альбом «Northwind», вышедший осенью 2006 года. Также был выпущен бонусный диск «Northwind», содержащий четыре песни на шведском языке и песню из альбома «Grime Vs. Grandeur» в исполнении Блада.
25 августа 2008 года вышел уже шестой альбом группы «Among Beggars And Thieves». Вместе с ним было выпущено видео на песню Carnival Of Disgust.
11 июня 2020 года на странице в Facebook Falconer объявили о распаде после выхода последнего альбома "From a Dying Ember". Выход альбома состоялся 26 июня 2020 года.

## Дискография
```
2001 - Falconer

  1. Upon The Grave Of Guilt
  2. Heresy In Disguise
  3. Wings Of Serenity
  4. A Quest For The Crown
  5. Mindtraveller
  6. Entering Eternity
  7. Royal Galley
  8. Susbtitutional World
  9. Lord Of The Blacksmiths
 10. The Past Still Lives On
 11. Per Tyrssons Döttar I Vänge (bonus)
     
Состав:

     
Stefan Weinerhall – гитара, бас

     
Karsten Larsson – ударные

     
Mathias Blad – вокал, клавишные

     
Гости:

     
Ulrika Olovsson - бэк-вокал
```

```
 
2002 - Chapters From A Vale Forlorn

  1. Decadence Of Dignity
  2. Enter The Glade
  3. Lament Of A Minstrel
  4. For Life And Liberty
  5. We Sold Our Homesteads
  6. The Clarion Call
  7. Portals Of Light
  8. Stand In Veneration
  9. Busted To The Floor
 10. En Kungens Man (bonus)
    
Состав:

    
Mathias Blad – вокал, клавишные

    
Stefan Weinerhall – гитары, бас

    
Karsten Larsson – ударные

    
Гости:

    
Andy LaRocque - лид-гитара в Busted To The Floor

    
Elias - пианино в Portals Of Light и орган Хаммонд в Busted To The Floor

    
Holmlid из группы 
Dragonland

    
Sami Yousri - скрипка в Portals Of Light

    
Johan Wikström - бэк-вокал в Portals Of Light

    
Sabine Daniels - флейта
```

```
2003 - The Sceptre Of Deception

  1. The Coronation
  2. Trail Of Flames
  3. Under The Sword
  4. Night Of Infamy
  5. Hooves Over Northland
  6. Pledge For Freedom
  7. Ravenhair
  8. The Sceptre Of Deception
  9. Hear Me Pray
 10. Child Of Innocence
 11. The Gate (bonus)
    
Состав:

    
Kristoffer Göbel – вокал

    
Stefan Weinerhall – гитара

    
Anders Johansson – гитара

    
Peder Johnsson – бас

    
Karsten Larsson – ударные

    
Гости:

    
Andy La Rocque - лид-гитара в Hear Me Pray

    
Johannes Nyberg - клавишные

    
Mathias Blad - дополнительный и бэк-вокал

    
Nicklas Olsson - дополнительный и бэк-вокал и лид-гитара в The Sceptre Of Deception

    
Elise Ryd - бэк-вокал

    
Fredrik Jonsson - бэк-вокал
```

```
2005 - Grime Vs Grandeur

  1. Emotional Skies
  2. Purgatory Time
  3. I Refuse
  4. Humanity Overdose
  5. The Assailant
  6. Power
  7. No Tears For Strangers
  8. The Return
  9. Jack The Knife
 10. Child Of The Wild
 11. Wake Up (bonus)
 12. Rock'n'Roll Devil (bonus)
    
Состав:

    
Stefen Weinerhall – гитара

    
Karsten Larsson – ударные

    
Kristoffer Gobel – вокал

    
Jimmy Hedlund – гитара

    
Magnus Linhardt – бас

    
Гости:

    
Andy LaRocque - вокал в Wake Up

    
Snowy Shaw - барабаны в I Refuse

    
Elise Ryd - бэк-вокал, дополнительный вокал на Emotional Skies

    
Elina Ryd - бэк-вокал

    
Zenny Gram (ex-
Destiny
) - бэк-вокал

    
Anna Wallander - бэк-вокал

    
Lotta Liljered - бэк-вокал

    
"Fisherman Pete" - бэк-вокал
```

```
2006 - Northwind

  1. Northwind
  2. Waltz With The Dead
  3. Spirit Of The Hawk
  4. Legend And The Lore
  5. Catch The Shadows
  6. Tower Of The Queen
  7. Long Gone By
  8. Perjury And Sanctity
  9. Fairyland Fanfare
 10. Himmel Så Trind
 11. Blinded
 12. Delusion
 13. Home Of The Knave
 14. Black Tarn

2006 - Northwind (Bonus CD)

  1. Kristallen Den Fina
  2. Ridom, Ridom
  3. Liten Vätte
  4. 
Vårvindar Friska
[швед.]

  5. Child Of The Wild '06
    
Состав:

    
Mathias Blad – вокал

    
Stefan Weinerhall – гитара, мандолина, клавишные

    
Jimmy Hedlund – гитара

    
Magnus Linhardt – бас

    
Karsten Larsson – ударные

    
Гости:

    
Johannes Nyberg (ex-
Zonata
) - клавишные
```

```
2008 - Among Beggars And Thieves

  1. Field Of Sorrow
  2. Man Of The Hour
  3. A Beggar Hero
  4. Vargaskall
  5. Carnival Of Disgust
  6. Mountain Men
  7. Viddernas Man
  8. Pale Light Of Silver Moon
  9. Boiling Led
 10. Dark Ages (bonus)
 11. Skula, Skorpa, Skalk
 12. Dreams And Pyres
 13. Vi Sålde Våra Hemman (bonus)
    
Состав:

    
Mathias Blad – вокал

    
Stefan Weinerhall – гитара, мандолина, клавишные

    
Jimmy Hedlund – гитара

    
Magnus Linhardt – бас

    
Karsten Larsson – ударные

    
Гости:

    
Evelyn Jons - бэк- и лид-вокал

    
Anders Wangdahl - бэк- и лид-вокал

    
Johannes Nyberg - пианино
```

```
2011 - Armod

  1. Svarta Änkan
  2. Dimmornas Drottning
  3. Griftefrid
  4. O, Tysta Ensamhet
  5. Vid Rosornas Grav
  6. Grimborg
  7. Herr Peder Och Hans Syster
  8. Eklundapolskan
  9. Grimasch Om Morgonen
 10. Fru Silfver
 11. Gammal Fäbodpsalm
 12. Black Widow (Bonus track)
 13. Grimborg (Bonus track)
 14. By The Rose's Grave (Bonus track)
 15. O, Silent Solitude (Bonus track)
     
Состав:

     
Mathias Blad – вокал

     
Stefan Weinerhall – гитара, мандолина, клавишные

     
Jimmy Hedlund – гитара

     
Magnus Linhardt – бас

     
Karsten Larsson – ударные
```

```
2014 - Black Moon Rising

  1. Locust Swarm
  2. Halls and Chambers
  3. Black Moon Rising
  4. Scoundrel and the Squire
  5. Wasteland
  6. In Ruins
  7. At the Jester's Ball
  8. There's a Crow on the Barrow
  9. Dawning of a Sombre Age
 10. Age of Runes
 11. The Priory
      
Состав:

     
Mathias Blad – вокал

     
Stefan Weinerhall – гитара, мандолина, клавишные

     
Jimmy Hedlund – гитара

     
Magnus Linhardt – бас

     
Karsten Larsson – ударные
```

```
2020 - From a Dying Ember

  1. Kings and Queens
  2. Desert Dreams
  3. Redeem and Repent
  4. Bland sump och dy
  5. Fool's Crusade
  6. Garnets and a Gilded Rose
  7. In Regal Attire
  8. Rejoice the Adorned
  9. Testify
 10. Thrust the Dagger Deep
 11. Rapture 
     
Состав:

     
Mathias Blad – вокал

     
Stefan Weinerhall – гитара, мандолина, клавишные

     
Jimmy Hedlund – гитара

     
Magnus Linhardt – бас

     
Karsten Larsson – ударные
```